# Thorleif Hartung
Thorleif Hartung (1º luglio 1907 – 6 giugno 1982) è stato un calciatore norvegese, di ruolo centrocampista.

## Carriera

### Club
Hartung vestì la maglia dello Strong.

### Nazionale
Nel 1933, giocò una partita per la Norvegia. Il 3 settembre, infatti, giocò nella vittoria per 1-5 sulla Finlandia.